# Ogni canzone una storia
Ogni canzone una storia è un album di Natale Galletta, pubblicato nel 2001.

## Tracce
1. Sempe – 3:51
2. Luntano – 3:51
3. Vocca rossa – 3:13
4. Vecchio amore – 4:26
5. Ormaie si 'a mia – 3:46
6. Amanti – 4:27
7. Quel vestito rosso – 3:35
8. Innamorati – 3:25
9. Buon compleanno – 4:11
10. Nun 'a pozzo lassà – 3:34

Durata totale: 38:19